# Glenea
Glenea is een geslacht van kevers uit de familie van de boktorren (Cerambycidae). De wetenschappelijke naam van het geslacht werd in 1842 gepubliceerd door Edward Newman.

## Soorten
- Glenea acuta (Fabricius, 1801)
- Glenea acutipennis Breuning, 1950
- Glenea acutoides Schwarzer, 1925
- Glenea adelpha (Thomson, 1858)
- Glenea aegoprepiformis Breuning, 1950
- Glenea aeolis Thomson, 1879
- Glenea afghana Breuning, 1971
- Glenea albocingulata Aurivillius, 1925
- Glenea albofasciata Gahan, 1897
- Glenea albofasciolata Breuning, 1956
- Glenea albolineata Thomson, 1860
- Glenea albolineosa Breuning, 1958
- Glenea alboplagiata Breuning, 1958
- Glenea albopunctata Hintz, 1911
- Glenea alboscutellaris Breuning, 1958
- Glenea albosignatipennis Breuning, 1950
- Glenea albotarsalis Breuning, 1956
- Glenea albovittata Breuning, 1958
- Glenea algebraica (Thomson, 1857)
- Glenea algebraoides Breuning, 1956
- Glenea aluensis Gahan, 1897
- Glenea amoena Thomson, 1865
- Glenea andamanensis Breuning, 1956
- Glenea andamanica Breuning, 1958
- Glenea andrewesi Gahan, 1893
- Glenea angerona Thomson, 1865
- Glenea angustelineata Pic, 1943
- Glenea anna Thomson, 1879
- Glenea annulicornis Schwarzer, 1925
- Glenea annuliventris (Pic, 1926)
- Glenea anteochracea Breuning, 1950
- Glenea anterufipennis Breuning, 1968
- Glenea anticepunctata (Thomson, 1857)
- Glenea aphrodite Thomson, 1865
- Glenea apicalis Chevrolat, 1857
- Glenea apicaloides Breuning, 1958
- Glenea apicepurpurata Hüdepohl, 1990
- Glenea arcuata Chevrolat, 1858
- Glenea arfakensis Breuning, 1956
- Glenea argyrostetha Aurivillius, 1907
- Glenea arida Thomson, 1865
- Glenea arithmetica (Thomson, 1857)
- Glenea arouensis Thomson, 1858
- Glenea artemis Aurivillius, 1924
- Glenea aspasia Pascoe, 1867
- Glenea assamana Breuning, 1967
- Glenea assamensis Breuning, 1950
- Glenea astarte Thomson, 1865
- Glenea astathiformis Breuning, 1958
- Glenea aterrima Breuning, 1956
- Glenea atriceps Aurivillius, 1911
- Glenea atricilla Pesarini & Sabbadini, 1997
- Glenea atricornis Pic, 1943
- Glenea atripennis Breuning, 1958
- Glenea atropa Pascoe, 1867
- Glenea aurivillii Fisher, 1935
- Glenea azurea Breuning, 1958
- Glenea babiana Aurivillius, 1924
- Glenea badurensis Breuning, 1958
- Glenea baia Jordan, 1903
- Glenea bakeriana Breuning, 1958
- Glenea balabacensis Breuning, 1958
- Glenea baliana Breuning, 1966
- Glenea balingiti Hüdepohl, 1996
- Glenea balteata (Klug, 1835)
- Glenea bangueyensis Aurivillius, 1920
- Glenea bankoi Garreau, 2011
- Glenea baramensis Breuning, 1950
- Glenea basalis Thomson, 1865
- Glenea basiflavofemorata Breuning, 1956
- Glenea basilana Pic, 1943
- Glenea batoeana Breuning, 1958
- Glenea beatrix Thomson, 1879
- Glenea beccarii Gahan, 1907
- Glenea bedoci Pic, 1926
- Glenea beesoni Heller, 1926
- Glenea belli Gahan, 1893
- Glenea bellona Thomson, 1879
- Glenea benguetana Aurivillius, 1926
- Glenea biannulata Breuning, 1961
- Glenea bicolor Schwarzer, 1924
- Glenea bidiscovittata Breuning, 1969
- Glenea biflavomaculata Breuning, 1959
- Glenea bimaculatithorax Pic, 1946
- Glenea bimaculicollis Thomson, 1860
- Glenea bimaculipennis Breuning, 1961
- Glenea biplagiatipennis Breuning, 1953
- Glenea bipunctithorax Breuning, 1958
- Glenea bisbiguttata Ritsema, 1892
- Glenea bisbivittata Aurivillius, 1904
- Glenea bivittata Aurivillius, 1903
- Glenea blandina Pascoe, 1858
- Glenea blandinella Aurivillius, 1923
- Glenea boafoi Breuning, 1978
- Glenea borneensis Fisher, 1935
- Glenea bougainvillei Breuning, 1958
- Glenea brunnipennis Breuning, 1958
- Glenea bryanti Breuning, 1958
- Glenea buquetii Thomson, 1865
- Glenea buruana Breuning, 1958
- Glenea calypso Pascoe, 1867
- Glenea calypsoides Breuning, 1964
- Glenea camelina Pascoe, 1867
- Glenea camerunica Breuning, 1964
- Glenea camilla Pascoe, 1867
- Glenea cancellata Thomson, 1865
- Glenea canidia Thomson, 1865
- Glenea caninia Heller, 1926
- Glenea cantor (Fabricius, 1787)
- Glenea capriciosa (Thomson, 1857)
- Glenea caraga Heller, 1921
- Glenea cardinalis Thomson, 1861
- Glenea carinipennis Breuning, 1961
- Glenea carneipes Chevrolat, 1855
- Glenea carreti Lepesme & Breuning, 1956
- Glenea cassandra Gahan, 1907
- Glenea celestis Thomson, 1865
- Glenea celia Pascoe, 1888
- Glenea centralis Breuning, 1956
- Glenea centroguttata Fairmaire, 1897
- Glenea ceylonica Breuning, 1958
- Glenea chalybeata Thomson, 1860
- Glenea changchini Lin & Lin, 2011
- Glenea chlorospila Gahan, 1897
- Glenea chrysescens Breuning, 1958
- Glenea chrysomaculata Schwarzer, 1925
- Glenea chrysotincta Breuning, 1958
- Glenea chujoi Mitono, 1937
- Glenea cincticornis Schwarzer, 1930
- Glenea cinerea Thomson, 1865
- Glenea cinna Pascoe, 1867
- Glenea circulomaculata Breuning, 1965
- Glenea citrina Thomson, 1865
- Glenea citrinopubens Pic, 1926
- Glenea clavifera Aurivillius, 1925
- Glenea cleome Pascoe, 1867
- Glenea clermonti Pic, 1927
- Glenea clymene Gahan, 1907
- Glenea clytiformis Breuning, 1956
- Glenea clytoides (Pascoe, 1867)
- Glenea coelestina Gahan, 1897
- Glenea coeruleipennis Breuning, 1958
- Glenea coeruleosignata Breuning, 1950
- Glenea colenda Thomson, 1879
- Glenea collaris Pascoe, 1858
- Glenea collarti Breuning, 1953
- Glenea colobotheoides Thomson, 1865
- Glenea commissa Pascoe, 1859
- Glenea concinna Newman, 1842
- Glenea consanguis Aurivillius, 1925
- Glenea conspersa Aurivillius, 1924
- Glenea coomani Pic, 1926
- Glenea coris Pascoe, 1867
- Glenea corona Thomson, 1879
- Glenea corporaali Breuning, 1958
- Glenea craengiana Aurivillius, 1925
- Glenea crucicollis Breuning, 1956
- Glenea crucifera Gahan, 1889
- Glenea curtipennis Pic, 1943
- Glenea curvilinea Aurivillius, 1926
- Glenea cyanipennis Thomson, 1858
- Glenea cyanura Gahan, 1907
- Glenea cylindrepomoides Thomson, 1865
- Glenea cylindrica Aurivillius, 1925
- Glenea cylindricollis Aurivillius, 1925
- Glenea dalatensis Pic, 1943
- Glenea damalis Gahan, 1907
- Glenea decemguttata Aurivillius, 1920
- Glenea decolorata (Heller, 1926)
- Glenea dejeani Gahan, 1889
- Glenea delkeskampi Breuning, 1961
- Glenea despecta Pascoe, 1858
- Glenea detrita Pascoe, 1858
- Glenea detritoides Breuning, 1958
- Glenea diana Thomson, 1865
- Glenea dido Aurivillius, 1926
- Glenea didyma Aurivillius, 1903
- Glenea didymoides Breuning, 1956
- Glenea difficilis Lin & Tavakilian, 2009
- Glenea dimidiata (Fabricius, 1801)
- Glenea disa Aurivillius, 1911
- Glenea discoantefasciata Breuning, 1950
- Glenea discofasciata Breuning, 1983
- Glenea discoidalis Pascoe, 1867
- Glenea discomaculata Breuning, 1958
- Glenea distinguenda Gahan, 1889
- Glenea divergevittata Breuning, 1952
- Glenea diverselineata Pic, 1926
- Glenea diversemaculata Breuning, 1956
- Glenea diversesignata Pic, 1943
- Glenea diversimembris Pic, 1926
- Glenea dohertyi Gahan, 1907
- Glenea doriai Breuning, 1950
- Glenea dorsalis Schwarzer, 1930
- Glenea dorsaloides Breuning, 1956
- Glenea ducalis Hintz, 1911
- Glenea duodecimplagiata Breuning, 1956
- Glenea ealensis Breuning, 1952
- Glenea elegans (Olivier, 1795)
- Glenea elegantissima Breuning, 1956
- Glenea elongatipennis Breuning, 1952
- Glenea enganensis Breuning, 1982
- Glenea erythrodera Gahan, 1907
- Glenea excubitans Heller, 1914
- Glenea exculta Newman, 1842
- Glenea extensa Pascoe, 1858
- Glenea extrema Sharp, 1900
- Glenea fainanensis Pic, 1916
- Glenea fasciata (Fabricius, 1781)
- Glenea fasciculosa Breuning, 1952
- Glenea fasolii Breuning, 1949
- Glenea fatalis Pascoe, 1867
- Glenea fissicauda Aurivillius, 1926
- Glenea flava Jordan, 1895
- Glenea flavicapilla (Chevrolat, 1858)
- Glenea flavicollis Aurivillius, 1926
- Glenea flavicornis Breuning, 1959
- Glenea flavimembris Pic, 1943
- Glenea flavocincta Gahan, 1889
- Glenea flavomaculatoides Breuning, 1958
- Glenea flavorubra Gressitt, 1940
- Glenea flavosignata Breuning, 1956
- Glenea flavotincta Aurivillius, 1926
- Glenea flavotransversevittata Breuning, 1963
- Glenea flavovertex Heller, 1914
- Glenea flavovittata Aurivillius, 1920
- Glenea florensis Ritsema, 1892
- Glenea formosana Schwarzer, 1925
- Glenea fortii Pesarini & Sabbadini, 1997
- Glenea francisi Hüdepohl, 1990
- Glenea fruhstorferi Aurivillius, 1925
- Glenea fulmeki Fisher, 1934
- Glenea fulvomaculata Thomson, 1860
- Glenea funerula (Thomson, 1857)
- Glenea fuscipennis Breuning, 1956
- Glenea gabonica (Thomson, 1858)
- Glenea gahani Jordan, 1894
- Glenea galathea Thomson, 1865
- Glenea gardneri Breuning, 1956
- Glenea gardneriana Breuning, 1958
- Glenea gedeensis Aurivillius, 1920
- Glenea giannii Hüdepohl, 1996
- Glenea giraffa (Dalman, 1817)
- Glenea glabronotata Pesarini & Sabbadini, 1997
- Glenea glauca Newman, 1842
- Glenea glaucescens Aurivillius, 1903
- Glenea glaucoptera Breuning, 1958
- Glenea glechomoides Breuning, 1982
- Glenea grandis Schwarzer, 1929
- Glenea gratiosa Gahan, 1897
- Glenea grisea Thomson, 1860
- Glenea griseifrons Breuning, 1956
- Glenea griseoguttata Gahan, 1897
- Glenea griseolineata Breuning, 1956
- Glenea grisescens Aurivillius, 1914
- Glenea grossepunctata Breuning, 1958
- Glenea hasselti Ritsema, 1892
- Glenea hauseri Pic, 1933
- Glenea helleri Aurivillius, 1923
- Glenea heptagona Thomson, 1860
- Glenea hieroglyphica Pesarini & Sabbadini, 1997
- Glenea holonigripennis Breuning, 1956
- Glenea homonospila Thomson, 1865
- Glenea humeralis Aurivillius, 1926
- Glenea humerointerrupta Breuning, 1956
- Glenea humeroinvittata Breuning, 1956
- Glenea hwasiana Gressitt, 1945
- Glenea iligana Aurivillius, 1926
- Glenea illuminata (Thomson, 1857)
- Glenea indiana (Thomson, 1857)
- Glenea infraflava Breuning, 1969
- Glenea infragrisea Breuning, 1958
- Glenea inlineata Pic, 1943
- Glenea innotatithorax Pic, 1927
- Glenea insignis Aurivillius, 1903
- Glenea intermixta Aurivillius, 1926
- Glenea interrupta Thomson, 1860
- Glenea iphia Pascoe, 1867
- Glenea iresine Pascoe, 1867
- Glenea iridescens Pascoe, 1867
- Glenea iriei Hayashi, 1971
- Glenea itzingeri Breuning, 1956
- Glenea iwasakii Kano, 1933
- Glenea jacintha Thomson, 1879
- Glenea jacobsoni Aurivillius, 1924
- Glenea japensis Breuning, 1958
- Glenea jeanneli Breuning, 1958
- Glenea jeanvoinei Pic, 1927
- Glenea jini Lin & Dai, 2012
- Glenea johani Hüdepohl, 1996
- Glenea johnstoni Gahan, 1902
- Glenea joliveti Breuning, 1970
- Glenea jordani Lepesme & Breuning, 1952
- Glenea juno Thomson, 1865
- Glenea kambaitiensis Breuning, 1949
- Glenea kanalensis Breuning, 1956
- Glenea kannegieteri Breuning, 1958
- Glenea keili Ritsema, 1897
- Glenea keyana Breuning, 1959
- Glenea khasiana Breuning, 1956
- Glenea kinabaluensis Fisher, 1935
- Glenea kraatzii Thomson, 1865
- Glenea krusemani Breuning, 1958
- Glenea kusamai Makihara, 1988
- Glenea labuanensis Breuning, 1956
- Glenea lachrymosa Pascoe, 1867
- Glenea lacteomaculata Schwarzer, 1925
- Glenea lambii (Pascoe, 1866)
- Glenea langana Pic, 1903
- Glenea laodice Thomson, 1879
- Glenea laosensis Breuning, 1956
- Glenea lateflavovittata Breuning, 1980
- Glenea latelinea Breuning, 1956
- Glenea lateochreovittata Breuning, 1966
- Glenea laterinuda Breuning, 1956
- Glenea latevittata Aurivillius, 1920
- Glenea latevittipennis Breuning, 1950
- Glenea laudata Pascoe, 1867
- Glenea lecta Gahan, 1889
- Glenea lefebvrii (Guérin-Méneville, 1831)
- Glenea lepida Newman, 1842
- Glenea leptis Jordan, 1903
- Glenea leucomaculata Breuning, 1968
- Glenea leucosignatipennis Breuning, 1961
- Glenea leucospila Jordan, 1903
- Glenea licenti Pic, 1939
- Glenea lineata Gahan, 1897
- Glenea lineatithorax Pic, 1926
- Glenea lineatocollis Thomson, 1860
- Glenea lineatoides Breuning, 1958
- Glenea lineatopunctata Breuning, 1950
- Glenea linwenhsini Lin, 2013
- Glenea longula Breuning, 1964
- Glenea loosdregti Breuning, 1965
- Glenea loriai Breuning, 1950
- Glenea luctuosa Pascoe, 1867
- Glenea lugubris Thomson, 1865
- Glenea lunulata Jordan, 1894
- Glenea lusoria Pascoe, 1867
- Glenea luteicolle Gressitt, 1935
- Glenea luteosignata Pic, 1943
- Glenea lycoris Thomson, 1865
- Glenea maculicollis Breuning, 1950
- Glenea magdelainei Pic, 1943
- Glenea major Breuning, 1956
- Glenea malabarica Breuning, 1956
- Glenea malaisei Breuning, 1949
- Glenea malasiaca Thomson, 1865
- Glenea manto Pascoe, 1866
- Glenea masakii Makihara, 1978
- Glenea matangensis Aurivillius, 1911
- Glenea mathematica (Thomson, 1857)
- Glenea maunieri Pic, 1926
- Glenea medea Pascoe, 1867
- Glenea mediorufa Breuning, 1968
- Glenea mediotransversevittata Breuning, 1953
- Glenea meiyingae Holzschuh, 2009
- Glenea melia Pascoe, 1867
- Glenea melissa Pascoe, 1867
- Glenea menesioides Breuning, 1969
- Glenea mentaweiana Breuning, 1950
- Glenea mephisto Thomson, 1879
- Glenea merangensis Breuning, 1956
- Glenea meridionalis Pic, 1943
- Glenea mesoleuca Pascoe, 1867
- Glenea mimoscalaris Breuning, 1969
- Glenea minerva Aurivillius, 1922
- Glenea miniacea Pascoe, 1867
- Glenea mira Jordan, 1903
- Glenea mirei Breuning, 1977
- Glenea miroides Breuning, 1967
- Glenea mitonoana Gressitt, 1951
- Glenea modica Gahan, 1889
- Glenea modiglianii Gahan, 1907
- Glenea mona Aurivillius, 1911
- Glenea monoides Breuning, 1958
- Glenea monticola (Aurivillius, 1920)
- Glenea montivaga Gahan, 1909
- Glenea montrouzieri Thomson, 1865
- Glenea morosa (Pascoe, 1888)
- Glenea mouhotii Thomson, 1865
- Glenea moultoni Aurivillius, 1913
- Glenea mucorea Aurivillius, 1927
- Glenea multiguttata Guérin-Méneville, 1843
- Glenea multiinterrupta Pic, 1947
- Glenea mutata Gahan, 1889
- Glenea myrrhis Pascoe, 1867
- Glenea myrsia Pascoe, 1867
- Glenea myrsine Pascoe, 1867
- Glenea nanshanchiana Hayashi, 1978
- Glenea negrosiana Hüdepohl, 1996
- Glenea neohumerosa Lin & Yang, 2011
- Glenea neopomeriana Breuning, 1950
- Glenea neosangirica Breuning, 1956
- Glenea newmannii Thomson, 1879
- Glenea nicanor Pascoe, 1867
- Glenea nicobarica Breuning, 1956
- Glenea nigeriae Aurivillius, 1920
- Glenea nigerrima Breuning, 1953
- Glenea nigriceps Breuning, 1954
- Glenea nigrifrons Aurivillius, 1920
- Glenea nigripennis Breuning, 1956
- Glenea nigroapicalis Breuning, 1956
- Glenea nigrorubricollis Lin & Yang, 2009
- Glenea nigroscutellaris Breuning, 1973
- Glenea nigrotibialis Breuning, 1950
- Glenea niobe Thomson, 1879
- Glenea nitidicollis Aurivillius, 1920
- Glenea nivea Ritsema, 1892
- Glenea niveopectus Aurivillius, 1926
- Glenea nobilis Schwarzer, 1931
- Glenea novemguttata (Guérin-Méneville, 1831)
- Glenea nudipennis Breuning, 1953
- Glenea numerifera Thomson, 1865
- Glenea nympha Thomson, 1865
- Glenea obliquesignata Breuning, 1956
- Glenea obsoleta Aurivillius, 1914
- Glenea ochraceolineata Schwarzer, 1931
- Glenea ochraceovittata Thomson, 1865
- Glenea ochreicollis Breuning, 1950
- Glenea ochreithorax Breuning, 1958
- Glenea ochreobivittata Breuning, 1966
- Glenea ochreolineata Breuning, 1950
- Glenea ochreomaculata Breuning, 1969
- Glenea ochreoplagiata Breuning, 1956
- Glenea ochreosignata Hüdepohl, 1995
- Glenea ochreosuturalis Breuning, 1958
- Glenea ochreovittata Breuning, 1950
- Glenea ochreovittipennis Breuning, 1958
- Glenea octoguttata Breuning, 1956
- Glenea octomaculata Aurivillius, 1927
- Glenea oeme Pascoe, 1866
- Glenea oemeoides Breuning, 1950
- Glenea olbrechtsi Breuning, 1952
- Glenea olyra Pascoe, 1867
- Glenea omeiensis Chiang, 1963
- Glenea ora Gahan, 1907
- Glenea oreophila Breuning, 1958
- Glenea orichalcea Aurivillius, 1911
- Glenea oriformis Breuning, 1958
- Glenea ornamentalis Breuning, 1953
- Glenea ornata Gahan, 1889
- Glenea ornatoides Breuning, 1968
- Glenea ossifera Jordan, 1894
- Glenea padangensis Breuning, 1956
- Glenea pagana Aurivillius, 1926
- Glenea pallidipes Pic, 1926
- Glenea papiliomaculata Pu, 1992
- Glenea papuensis Gahan, 1897
- Glenea paracarneipes Breuning, 1977
- Glenea paradiana Lin & Montreuil, 2009
- Glenea parahumerointerrupta Breuning, 1982
- Glenea paralambi Breuning, 1972
- Glenea paralepida Breuning, 1980
- Glenea paramephisto Breuning, 1972
- Glenea paramounieri Breuning, 1982
- Glenea paraornata Lin, 2013
- Glenea parartensis Breuning, 1966
- Glenea parasauteri Breuning, 1980
- Glenea parasuavis Breuning, 1982
- Glenea parexculta Breuning, 1980
- Glenea parteconjunctevittata Breuning, 1966
- Glenea partefuscipennis Breuning, 1956
- Glenea pascoei Aurivillius, 1923
- Glenea paulina Gahan, 1907
- Glenea penangensis Breuning, 1950
- Glenea pendleburyi Fisher, 1935
- Glenea perakensis Breuning, 1956
- Glenea peregoi Breuning, 1949
- Glenea peria Thomson, 1865
- Glenea persimilis Teocchi, 1997
- Glenea philippinensis Breuning, 1958
- Glenea pici Aurivillius, 1925
- Glenea pieliana Gressitt, 1939
- Glenea pieti Breuning, 1956
- Glenea plagiata Gardner, 1930
- Glenea plagicollis Aurivillius, 1925
- Glenea plagifera Aurivillius, 1913
- Glenea plagiventris Aurivillius, 1920
- Glenea porphyrio Pascoe, 1866
- Glenea posticata Gahan, 1894
- Glenea problematica Lin & Yang, 2009
- Glenea propinqua Gahan, 1897
- Glenea proserpina Thomson, 1865
- Glenea proxima (Lameere, 1893)
- Glenea proximoides Breuning, 1958
- Glenea pseudadelia Breuning, 1956
- Glenea pseudaeolis Breuning, 1956
- Glenea pseudeclectica Breuning, 1956
- Glenea pseudinterrupta Breuning, 1958
- Glenea pseudobaja Breuning, 1952
- Glenea pseudocamelina Breuning, 1956
- Glenea pseudocaninia Lin & Montreuil, 2009
- Glenea pseudocantor Breuning, 1958
- Glenea pseudocolobotheoides Breuning, 1950
- Glenea pseudogiraffa Báguena & Breuning, 1958
- Glenea pseudoglaucescens Breuning, 1958
- Glenea pseudograndis Breuning, 1956
- Glenea pseudoindiana Lin & Yang, 2009
- Glenea pseudolaudata Breuning, 1956
- Glenea pseudoluctuosa Breuning, 1953
- Glenea pseudomelissa Breuning, 1956
- Glenea pseudomephisto Breuning, 1958
- Glenea pseudomyrsine Breuning, 1956
- Glenea pseudoperia Breuning, 1956
- Glenea pseudopuella Breuning, 1958
- Glenea pseudoregularis Breuning, 1958
- Glenea pseudornatoides Breuning, 1968
- Glenea pseudoscalaris (Fairmaire, 1895)
- Glenea pseudosuavis Breuning, 1956
- Glenea pseudovaga Breuning, 1961
- Glenea pseudoweyersi Breuning, 1956
- Glenea puella Chevrolat, 1858
- Glenea pujoli Breuning, 1970
- Glenea pulchella Pascoe, 1858
- Glenea pulchra Aurivillius, 1926
- Glenea punctata Gahan, 1889
- Glenea pustulata Thomson, 1865
- Glenea pygidialis Aurivillius, 1903
- Glenea quadrialbovittata Breuning, 1966
- Glenea quadrimaculata Aurivillius, 1923
- Glenea quadrinotata (Guérin-Méneville, 1843)
- Glenea quadriochreomaculata Breuning, 1966
- Glenea quadriplagiata Breuning, 1956
- Glenea quatuordecimmaculata (Hope, 1831)
- Glenea quatuordecimpunctata Breuning, 1956
- Glenea quezonica Hüdepohl, 1996
- Glenea quinquelineata Chevrolat, 1855
- Glenea quinquevittata Aurivillius, 1926
- Glenea referens Aurivillius, 1926
- Glenea regina Thomson, 1865
- Glenea regularis Newman, 1842
- Glenea relicta Pascoe, 1858
- Glenea robinsoni Gahan, 1906
- Glenea rondoni Breuning, 1963
- Glenea rubra Breuning, 1958
- Glenea rubriceps Breuning, 1956
- Glenea rubricollis (Hope, 1842)
- Glenea rubripennis Breuning, 1961
- Glenea rubrobasicornis Breuning, 1962
- Glenea rufa Breuning, 1956
- Glenea rufescens Breuning, 1961
- Glenea ruficollis Gahan, 1907
- Glenea rufifrons Aurivillius, 1920
- Glenea rufipennis Breuning, 1952
- Glenea rufipes Gressitt, 1939
- Glenea rufobasalis Breuning, 1952
- Glenea rufobasaloides Breuning, 1961
- Glenea rufopunctata Gahan, 1907
- Glenea rufuloantennata Breuning, 1966
- Glenea saigonensis Breuning, 1956
- Glenea salomonum Breuning, 1958
- Glenea salvazai Pic, 1943
- Glenea salwattyana Breuning, 1966
- Glenea samarensis Aurivillius, 1926
- Glenea sanctaemariae
- Glenea sarasinorum Heller, 1896
- Glenea scapifera Pascoe, 1859
- Glenea sexpunctata Aurivillius, 1926
- Glenea shuteae Lin & Yang, 2011
- Glenea similis Ritsema, 1892
- Glenea speciosa Gahan, 1889
- Glenea spilota Thomson, 1860
- Glenea spinosipennis Breuning, 1958
- Glenea subarida Breuning, 1958
- Glenea subgrandis Breuning, 1956
- Glenea submorosa Breuning, 1952
- Glenea subochracea Breuning, 1958
- Glenea superba Breuning, 1958
- Glenea theodosia Thomson, 1879
- Glenea tibialis Gahan, 1907
- Glenea vaga Thomson, 1865
- Glenea vagemaculipennis Breuning, 1961
- Glenea vanikorensis Breuning, 1956
- Glenea venus Thomson, 1865
- Glenea versuta Newman, 1842
- Glenea voeti Vives, 2013
- Glenea wongi Hüdepohl, 1987